# Wakana-dōri (Kyoto)
Pour les articles homonymes, voir Wakana (homonymie).
Le Wakana-dōri (若菜通, Wakana-dōri) est une voie du nord de Kyoto, dans l'arrondissement de Kita. Orientée est-ouest, elle débute au carrefour de Kitaōji-dōri et Shinmachi-dōri (ja) et termine au Daitokuji-dōri, devant le complexe du temple Daitoku-ji. Selon d'autres sources, la rue recommencerait à l'ouest du Daitoku-ji, pour finir au Senbon-dōri (en).
Avec le Wakananaka-dōri (若菜中通, Wakananaka-dōri) et le Wakanaminami-dōri (若菜南通, Wakanaminami-dōri), au sud, elle forme le groupe de rues Wakana (若菜通, Wakana-dōri).

## Description

### Situation
Le Wakana-dōri est situé au sud de l'arrondissement de Kita. Il débute dans le quartier de Koyamanishiōno-chō (小山西大野町) et termine dans celui de Murasakinoshimomonzen-chō (紫野下門前町), ou celui de Murasakinokitahananobō-chō (紫野北花ノ坊町), si l'on compte la portion qui termine à Senbon. La rue est considérée comme un secteur, appelé « Ōmiya-Wakana-chō » (大宮若菜町). La rue débute au carrefour de Kitaōji-dōri (北大路通) et Shinmachi-dōri (ja) (新町通) et termine au Daitokuji-dōri (大徳寺通), devant le complexe du temple Daitoku-ji (大徳寺),. Elle suit le Wakanaminami-dōri (若菜南通) et le Wakananaka-dōri (若菜中通) au sud et précède le Murasakinominami-dōri (紫野南通) au nord.
La partie à la même hauteur située à l'ouest du Daitoku-ji et terminant à Senbon-dōri est aussi parfois considérée comme une partie de la rue. Aussi, une petite rue d'environ 90 mètres avant Shinmachi et débutant à Koromonotana-dōri (衣棚通) est parfois aussi considérée comme partie de Wakana-dōri.
La circulation se fait en sens unique de l'est vers l'ouest. Aucun sens n'est indiqué pour la partie entre Imamiyamonzen et Senbon, tandis que la petite portion à l'ouest de Shinmachi jusqu'à Koromonotana est en sens unique de l'ouest vers l'est. La rue fait près de 700 mètres de long. Si l'on compte la partie après à l'ouest du Daitoku-ji, la rue fait environ 1 000 mètres de long.

### Voies rencontrées
Liste des voies rencontrées,, en comptant les parties qui varient en fonction des sources. De l'est vers l'ouest. Les voies rencontrées de la droite sont mentionnées par (d), tandis que celles rencontrées de la gauche, par (g). Seules les rues portant un nom sont listées.
1. Koromonotana-dōri (衣棚通)
2. Kitaōji-dōri (北大路通)
3. Shinmachi-dōri (ja) (新町通)[2]
4. Aburanokōji-dōri (ja) (油小路通)
5. Horikawa-dōri (en) (堀川通)
6. Inokuma-dōri (ja) (猪熊通)[2]
7. Ōmiya-dōri (en) (大宮通)
8. Daitokuji-dōri (大徳寺通)[2] [interruption de la rue]
9. Imamiyamonzen-dōri (今宮門前通)[4]
10. (g) Funaokanishi-dōri (船岡西通)
11. Senbon-dōri (en) (千本通)

### Transports en commun
Les bus du réseau d'autobus de Kyoto (ja) ne passent par sur la rue. Les arrêts les plus proches sont sur Kitaōji, et sont Kitaōji-Shinmachi (北大路新町, lignes 1, 37, 204, 205, 206, M1, Nord1, Nord8, Spécial 37), Kitaōji-Horikawa (北大路堀川, lignes 1, 9, 12, 37, 67, 204, 205, 206, M1, Nord1, Nord8, Spécial 37), et Daitoku-ji-mae (大徳寺前, lignes 1, 12, 204, 205, 206, M1, Nord8), et à l'ouest, Funaoka-yama (船岡山, lignes 1, 12, 204, 205, 206, M1, Nord8) et Senbon-Kitaōji (千本北大路, lignes 1, 6, 12, 46, 59, 204, 205, 206, M1, Nord8).
L'arrêt du métro de Kyoto le plus proche est Kitaōji (北大路), sur la ligne Karasuma, 5 minutes à l'est.

## Odonymie

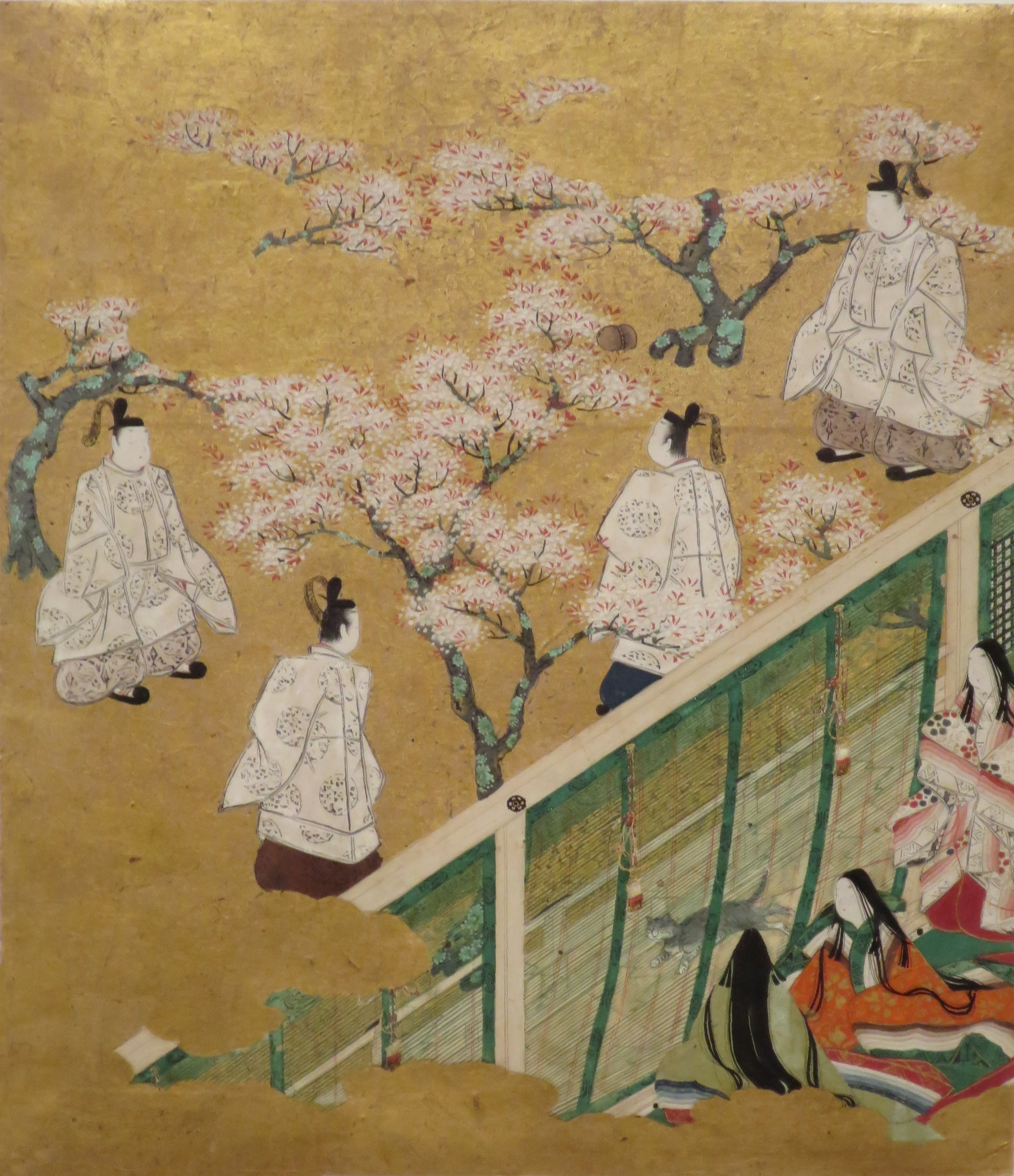
Peinture tirée d'une scène du « Wakana » (若菜), artiste anonyme, XVIIIe siècle, musée d'Art de Honolulu.

Le nom « Wakana » (若菜) viendrait du chapitre 34 du conte de Genji (源氏物語, Genji-monogatari), le Wakana (ja) (若菜), similairement aux quartiers Murasakino (紫野), dans lequel il se situe, et Shichiku (紫竹), dont les noms sont aussi tirés du conte de Genji.
Aucune plaque de rue ne permet d'identifier la rue.

## Histoire
Wakana-dōri est une très récente de Kyoto, et n'existait pas au XIXe siècle. La région était alors encore agricole et se situait dans le village de Koyama (小山村), plus tard intégré dans la ville de Kyoto. La rue apparaît après 1935 dans un nouveau développement résidentiel quadrillé au nord de Kitaōji-dōri.

## Patrimoine et lieux d'intérêt

Le bâtiment principal du Daitoku-ji.

On y trouve à l'ouest le Daitoku-ji, ainsi que l'atelier de design Mitsushima. De l'autre côté de Daitokuji-dōri, entre Imamiyamonzen et Senbon, se trouve le petit temple Daikyō-ji (大教寺) et le parc Rakushi-est (楽只東公園).

## Groupe de Wakana-dōri
Le groupe de Wakana-dōri fait référence à trois rues orientées est-ouest au nord de Kitaōji-dōri, commençant au sud par Wakanaminami-dōri (若菜南通, Wakanaminami-dōri), suivi par Wakananaka-dōri (若菜中通, Wakananaka-dōri) et terminant par Wakana-dōri (若菜通, Wakana-dōri), au nord. Il est bordé au sud par le groupe de Goshoden-dōri (御所田通) et au nord par le groupe de  Murasakino-dōri (紫野通).

### Wakananaka-dōri
Wakananaka-dōri (若菜中通, Wakananaka-dōri) est une courte rue débutant à Horikawa-dōri et terminant à Daitokuji-dōri. Selon d'autres sources, elle commencerait au carrefour d'Aburanokōji-dōri et Kitaōji-dōri et terminerait à Horikawa-dōri ou Daitokuji-dōri,,.

### Wakanaminami-dōri
Wakananaka-dōri (若菜中通, Wakananaka-dōri) est une courte rue commençant à l'est à Muromachi-dōri (ja) (室町通), passant par Shinmachi-dōri et Koromonotana-dōri pour terminer à l'ouest à Aburanokōji-dōri, à son carrefour avec Kitaōji-dōri. Elle commence beaucoup plus à l'est que ses rues sœurs. Selon d'autres sources, la rue continuerait à l'ouest après le Daitoku-ji pour terminer elle aussi à Senbon-dōri,,.